# Partito Comunista Unito di Turchia
Il Partito Comunista Unito di Turchia (Türkiye Birleşik Komünist Partisi, TBKP) è stato un partito politico comunista turco fondato in clandestinità nel 1988 e riconosciuto legalmente nel 1990.

## Storia
Il Partito Comunista Unito di Turchia fu fondato nel 1988, come risultato di due esperienze politiche: quella del Partito comunista di Turchia (Türkiye Komünist Partisi, TKP) e quella del Partito dei Lavoratori della Turchia (Türkiye İşçi Partisi, TİP).
La scelta di confluire in un unico partito, sostiene Bülent Gökay, fu frutto di un dibattito avviato nei primi anni Ottanta soprattutto tra gli esponenti della sinistra turca in esilio nell'Europa occidentale. Tanto il TKP quanto il TİP erano infatti stati messi al bando dopo il colpo di Stato del 1980. Il golpe rappresentò uno spartiacque nella storia della sinistra turca, convincendo molti militanti a lasciare il Paese, per rifugiarsi in Europa o in altri paesi della regione.
Un maggiore dialogo, incentrato su una possibile collaborazione tra forze politiche a lungo divise, era in linea con i contenuti della perestrojka, il complesso di riforme avviate a metà degli anni Ottanta dall'Unione Sovietica. È tenendo conto di queste influenze, secondo Gökay, che si deve leggere la scelta di optare per una collaborazione tra il partito comunista e i socialisti.

### La nascita del TBKP
I leader di TKP e TİP, Yaşar Nabi Yağcı (anche noto come Haydar Kutlu) e Behice Boran resero pubblica l'intenzione di confluire in un unico partito l'8 ottobre 1987. La decisione, come anche l'intenzione di ottenere un riconoscimento ufficiale in Turchia, furono annunciate durante una conferenza stampa organizzata a Bruxelles..
L'ormai anziana presidente del TİP morì in Belgio quattro giorni dopo e il suo posto fu così preso da Nihat Sargın. Yağcı e Sargın fecero seguito all'annuncio dato a Bruxelles tornando in Turchia il 16 novembre, ma furono arrestati in aeroporto, subito dopo il loro arrivo. Nonostante timidi segni di apertura da parte delle autorità, l'attività di stampo comunista era a quel punto ancora vietata, punibile ai sensi degli articoli 141 e 142 del codice penale. Se l'intenzione era quella di preparare il terreno per la fondazione ufficiale del TBKP, l'accoglienza riservata a Yağcı e Sargın fece sì che il partito tenesse il suo primo congresso in clandestinità nell'ottobre 1988.

### Il TBKP esce dalla clandestinità
Sargın and Yağcı furono rilasciati ad Ankara il 4 maggio 1990, dopo 900 giorni di carcere. Nel giugno di quell'anno il TBKP riprese i lavori per il riconoscimento ufficiale. Il 4 giugno, un gruppo di militanti presentò i documenti necessari al ministero dell'interno, completando un altro step dell'iter burocratico. Dieci giorni dopo, la procura generale presentò ricorso alla Corte costituzionale, chiedendo la dissoluzione del partito comunista per anticostituzionalità e perché costituito, secondo l'accusa, in violazione della Legge sui partiti politici (Siyasi Partiler Kanunu, legge n. 2820).
Nonostante la sentenza pendente, il TBKP riuscì per un breve periodo a mantenere una presenza legale in Turchia, primo partito a dichiararsi esplicitamente comunista a riuscire nell'intento. Dal 12 al 14 gennaio del 1991 si tenne ad Ankara il primo congresso generale. Con la possibilità concreta di finire presto fuorilegge, il TBKP decise durante il congresso di unire le forze con altri partiti della sinistra turca e confluire nel Partito dell'Unità Socialista (Sosyalist Birlik Partisi, SBP). La decisione, secondo Gökay, era "in linea con sviluppi simili negli stati satellite dell'Unione Sovietica nell'Europa dell'Est". La guida del SBP fu affidata a Sadun Aren, politico di lungo corso e già negli anni Sessanta a capo di una delle correnti del Partito dei Lavoratori.
Durante il congresso, il partito decide anche la creazione della Fondazione turca per la ricerca sulla storia sociale (TÜSTAV), costituita poi nel 1992 con l'obiettivo di riunire documenti e materiale sulla storia delle sinistre turche.

### Il partito è messo al bando
Il 16 luglio il TBKP venne nuovamente dichiarato fuorilegge e i suoi beni trasferiti al ministero del Tesoro. La sentenza riconobbe il TBKP colpevole di voler stabilire il predominio di una classe sociale, di essere erede di un partito precedentemente dissolto, di violare la legge utilizzando la parola "comunista" nel suo nome ufficiale e di mettere a rischio l'integrità territoriale dello stato. Come conseguenza della decisione, Sargın e Yağcı furono interdetti dal ricoprire cariche politiche in altri partiti.
I due leader del partito portarono il caso di fronte alla Corte europea dei diritti dell'uomo, che nel 1998 riconobbe come la decisione presa dalla giustizia turca avesse violato la Convenzione europea per la salvaguardia dei diritti dell'uomo, contravvenendo all'articolo che garantisce la libertà di associazione. La Corte giudicò che il programma e lo statuto del TBKP non contenevano elementi sufficienti per mettere al bando il partito e che data l'immediatezza del provvedimento, giudicato "sproporzionato", non era possibile dimostrare che le azioni del TBKP andassero oltre quanto scritto. Nonostante la sentenza, la Corte costituzionale turca negò la riapertura del processo contro il TBKP.

## Congressi
- Congresso generale - Ankara, 13-15 gennaio 1991